# Sancho Ordonhes
Sancho Ordonhes (em castelhano: Sancho Ordóñez; 895–929),  filho de Ordonho II e de Elvira Mendes,  foi rei da Galiza, subordinado ao rei de Leão desde 926 até à sua morte em 929.

## Biografia
Quando seu tio Fruela II morreu em 924, o filho deste, Afonso Froilaz, faz-se coroar rei de Leão. Contudo, os filhos de Ordono II — Sancho Ordonhes, Afonso IV e Ramiro II — que haviam sido injustamente desapossados do trono leonês que era seu, de jure, conseguiram-no expulsar, em 926, com a ajuda do rei Sancho Garcês I, o sogro de Afonso IV, tendo Afonso Froilaz fugido para a Galiza e depois para Astúrias de Santillana. 
Sancho Ordonhes, que como filho primogênito correspondia o trono de Leão, enfrentou-se com seu irmão Afonso, que com a ajuda do rei Sancho Garcés I, foi reconhecido como o rei de Leão. No entanto, Sancho expulsou seu irmão Afonso, que fugiu para Astorga e com a ajuda de seu primo Afonso Froilaz, conseguiu finalmente expulsar seu irmão Sancho e começou a reinar em Leão a 12 de fevereiro de 926.
Sancho conservou para si a coroa do reino de Galiza, que naquela época se estendia desde a costa cantábrica até o rio Minho, e foi coroado em 926. A última vez que Sancho Ordóñez aparece na documentação, como Gallecie princeps, foi a 10 de junho de 929, no Mosteiro de Celanova. Morreu, sem filhos, entre essa data e 8 de agosto quando Afonso IV aparece confirmando privilégios à Catedral de Santiago de Compostela. À sua morte em 929, o reino da Galiza foi reintegrado, pacificamente, no reino de Leão pelo seu irmão Afonso IV.
Casou com Goto Moniz, filha do conde Munio Guterres e Elvira Árias, filha de Árias Mendes de Coimbra e, portanto, bisneta do conde Hermenegildo Guterres, embora não teve descendência.